# Катастрофа Boeing 737 в Кадуне
Катастрофа Boeing 737 в Кадуне — авиационная катастрофа, произошедшая утром 13 ноября 1995 года. Авиалайнер Boeing 737-2F9 авиакомпании Nigeria Airways выполнял регулярный внутренний рейс WT357 по маршруту Йола—Джос—Кадуна—Лагос, но после посадки в аэропорту Кадуны выкатился за пределы взлётной полосы, разрушился и загорелся. Из находившихся на его борту 138 человек (124 пассажира и 14 членов экипажа) погибли 11.

## Самолёт
Boeing 737-2F9 (регистрационный номер 5N-AUA, заводской 22985, серийный 920) был выпущен заводом компании «Boeing» в Рентоне (Вашингтон, США) в 1982 году (первый полёт совершил 14 октября). 8 февраля 1983 года был передан авиакомпании Nigeria Airways. Оснащён двумя турбореактивными двигателями Pratt & Whitney JT8D-15. На день катастрофы совершил 27 567 циклов «взлёт-посадка» и налетал 22 375 часов.

## Экипаж
Состав экипажа рейса WT357 был таким:
- Командир воздушного судна (КВС) — 43-летний И. Б. Дамбазау (англ. I. B. Dambazau). Опытный пилот, управлял самолётами Cessna 150 и Piper PA-23. Налетал свыше 6000 часов, свыше 4000 из них на Boeing 737.
- Второй пилот — 39-летний К. А. Элом (англ. C. A. Elom). Опытный пилот, управлял самолётом Boeing 727. Налетал свыше 5000 часов, свыше 3000 из них на Boeing 737[4].

Изначально в составе экипажа были 8 человек (КВС, второй пилот и 6 бортпроводников), но после консультации командира с главой представительства Nigeria Airways в Джосе в него были приняты ещё 6 человек, оформленные как члены экипажа; один из них — пилот-наблюдатель Чигбо Ндукве (англ. Chigbo Ndukwe) — находился на откидном кресле в кабине экипажа и формально не выполнял никаких обязанностей.

## Катастрофа
Вечером 12 ноября тот же экипаж выполнил обратный рейс по тому же маршруту. Рейс вылетел из Лагоса в 18:20 UTC; на первом (Лагос—Кадуна) и третьем (Джос—Йола) отрезках маршрута самолётом управлял командир, а на втором отрезке (Кадуна—Джос) — второй пилот; впоследствии оба пилота сообщили о проблемах с системами управления (во время полёта лайнер самопроизвольно поворачивал влево или вправо). Лайнер приземлился в Йоле в 21:00, а в 22:00 пилоты остановились в гостинице на ночь.
13 ноября рейс WT357 вылетел из Йолы в 06:00 и в 06:40 приземлился в Джосе, где на его борт поднялись 124 пассажира и дополнительные 6 членов экипажа, а самолёт был полностью дозаправлен. Рейс 357 вылетел из Джоса в 07:30, расчётное время прибытия в Кадуну было 07:46. Авиадиспетчер аэропорта Кадуны дал рейсу 357 разрешение на заход на посадку на ВПП №05, но КВС запросил посадку на ВПП №23.
В 07:42 рейс 357 начал заход на посадку и снизился до 1100 метров. По мере приближения к ВПП №23 КВС попытался выровнять самолёт; после этого второй пилот спросил командира: Сможете ли вы приземлиться в этом положении?, а пилот-наблюдатель предложил прервать заход, уйти на второй круг и садиться на ВПП №05, но КВС продолжил заход на посадку на взлётную полосу №23. Левый поворот был очень крутым, и лайнер оказался левее взлётной полосы; пилот-наблюдатель в этот момент сказал кому-то из пилотов: Следите за крылом. Экипаж всё ещё пытался контролировать самолёт, пытаясь выровнять его по взлётной полосе.
В 07:53 рейс WT357 приземлился на ВПП №05 в 620 метрах от её конца, пройдя 79,5% её общей длины. Во избежание выкатывания за пределы взлётной полосы КВС повернул лайнер влево, намереваясь свернуть на рулёжную дорожку, но в этот момент он вошёл в неуправляемый занос, его правое крыло врезалось в землю и разрушилось, спровоцировав разрушение топливного бака и вызвав сильный пожар. После катастрофы лайнер разрушился и сгорел, из 138 человек на его борту погибли 11 (все — пассажиры) и ещё 66 получили ранения различной степени тяжести.